# Assistenza domiciliare epatologica
L'assistenza domiciliare epatologica è un servizio di assistenza sanitaria previsto in Italia, destinato ai malati di cirrosi epatica, scompensati e limitati nell'autosufficienza.
Gli interessati possono essere assistiti a domicilio facendo riferimento ai Servizi distrettuali dell'ASL che deve essere la sede organizzativa di tutte le cure territoriali e, in particolare, dell'assistenza domiciliare integrata.
Gli ambulatori, il day-hospital e il reparto di degenza delle Unità Operative ospedaliere competenti (Gastroenterologia, Medicina interna, Malattie infettive) possono essere a disposizione di questi pazienti durante tutte le fasi della malattia e per garantire la necessaria continuità assistenziale.
A domicilio i pazienti possono essere trattati per l'ascite, l'encefalopatia, le infezioni. Il coma epatico, le gravi infezioni come la peritonite batterica spontanea, la sindrome epato-renale e le emorragie non possono essere trattate a domicilio.